# Clonus
Un clon o clonus és un conjunt de contraccions i relaxacions musculars involuntàries i rítmiques. El clonus és un signe de certs trastorns neurològics, especialment associats a lesions de la motoneurona superior que impliquen tractes motors descendents, i en molts casos s'acompanya d'espasticitat (una altra forma de hiperexcitabilitat). A diferència de les petites contraccions espontànies conegudes com a fasciculacions (generalment causades per la patologia de la motoneurona inferior), el clonus provoca grans moviments que solen ser iniciats per un reflex. Els estudis han demostrat que la freqüència del batec del clon oscil·la entre tres i vuit Hz de mitjana i pot durar uns quants segons a diversos minuts, depenent de l'estat del pacient.

## Causes
El clonus es veu típicament en persones amb paràlisi cerebral, ictus, esclerosi múltiple,  lesió a la medul·la espinal i encefalopatia hepàtica. Pot ocórrer en epilèpsia com a part d'una convulsió tònicoclònica generalitzada, i en dones embarassades que presenten preeclàmpsia i eclàmpsia. També pot ser una reacció adversa a un fàrmac, com per exemple després de la ingestió de fàrmacs serotoninèrgics potents, on el clonus prediu fortament una toxicitat serotonina imminent. (síndrome serotoninèrgica).